# Люблинец
Люблинец (пол. Lubliniec, нем. Lublinitz) — город в Польше, входит в Силезское воеводство, Люблинецкий повят. Имеет статус городской гмины. Занимает площадь 89,8 км². Население — 28 649 человек (на 2006 год).

## История
- До 1742 года входил в состав Силезских княжеств.
- С 1742 года — в Королевстве Пруссии и по 1922 год в Германии.
- В 1922 года — к Польше.
- В 1922—1939 город входил в Автономное Силезское воеводство.
- В 1939—1945 (Вторая мировая война): город вошёл в состав Третьего рейха.
- В 1945—1950 город входил в Силезского-Домбровскоге воеводство[1].
- В 1950—1975 — в составе Катовицкого воеводства[2].
- В 1975—1998 — в составе Ченстоховского воеводства.
- 1 января 1999 года вошёл в Силезское воеводство.

## Спорт
Место проведения с 14 ноября по 2 декабря 1995 года Чемпионата Европы по международным шашкам среди мужчин.

## Фотографии

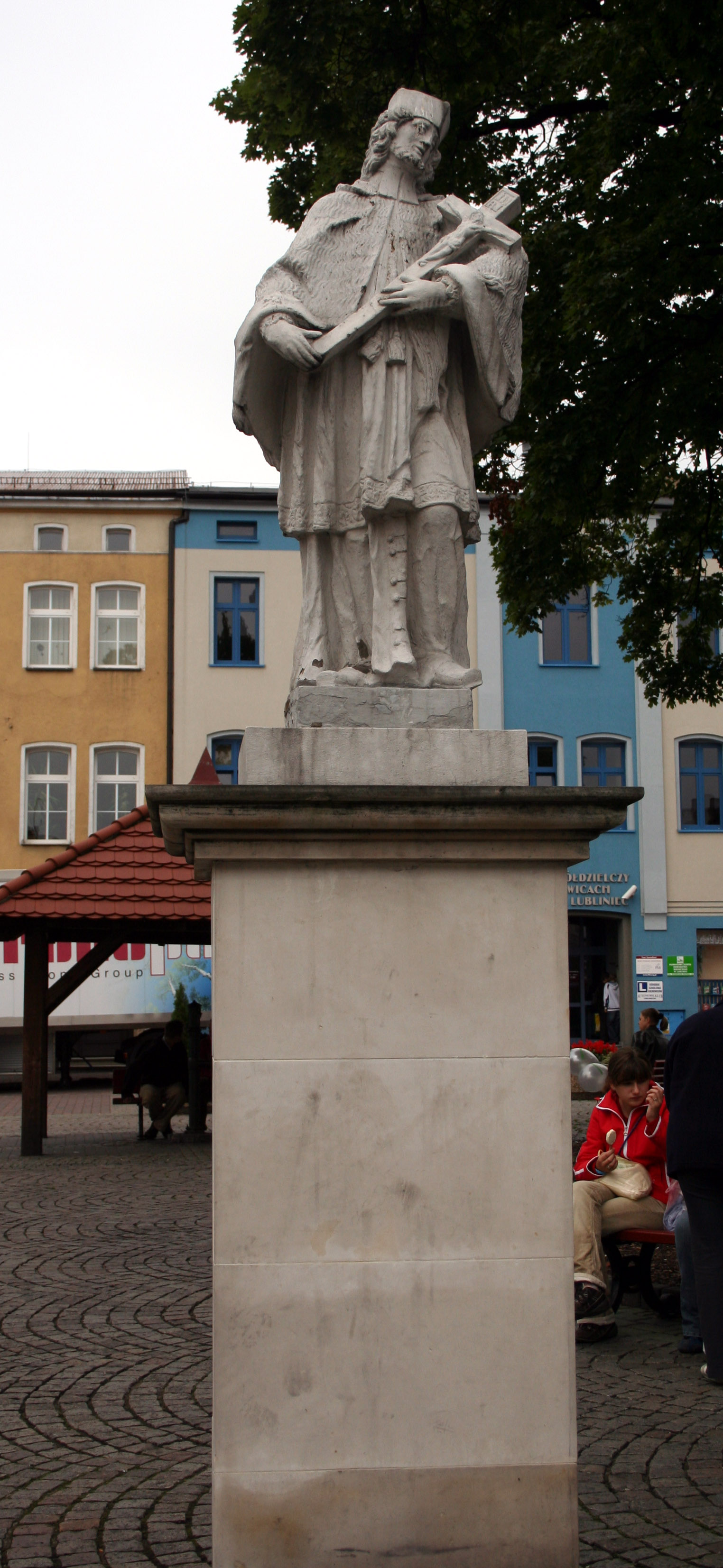
Рынок
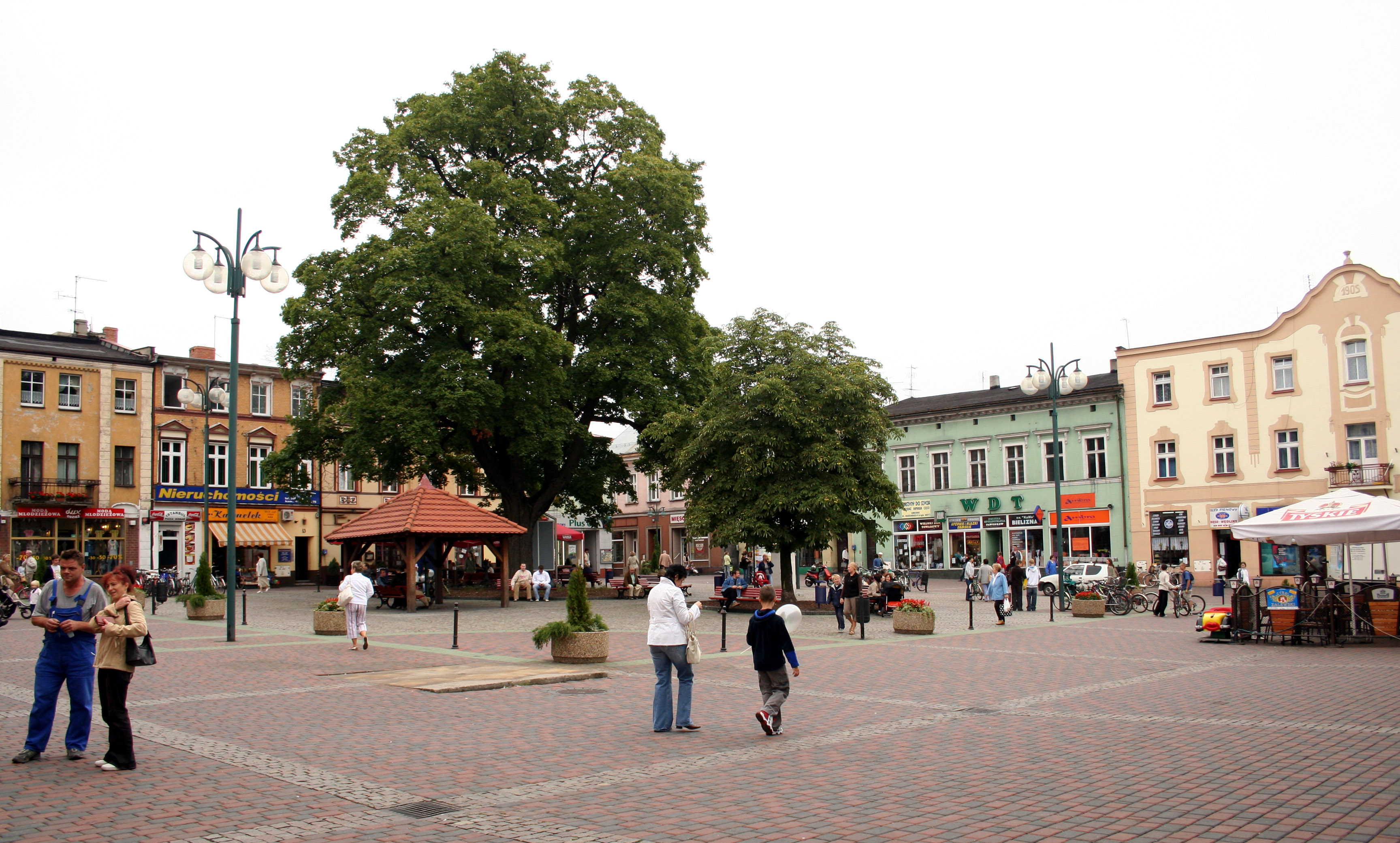
Рынок
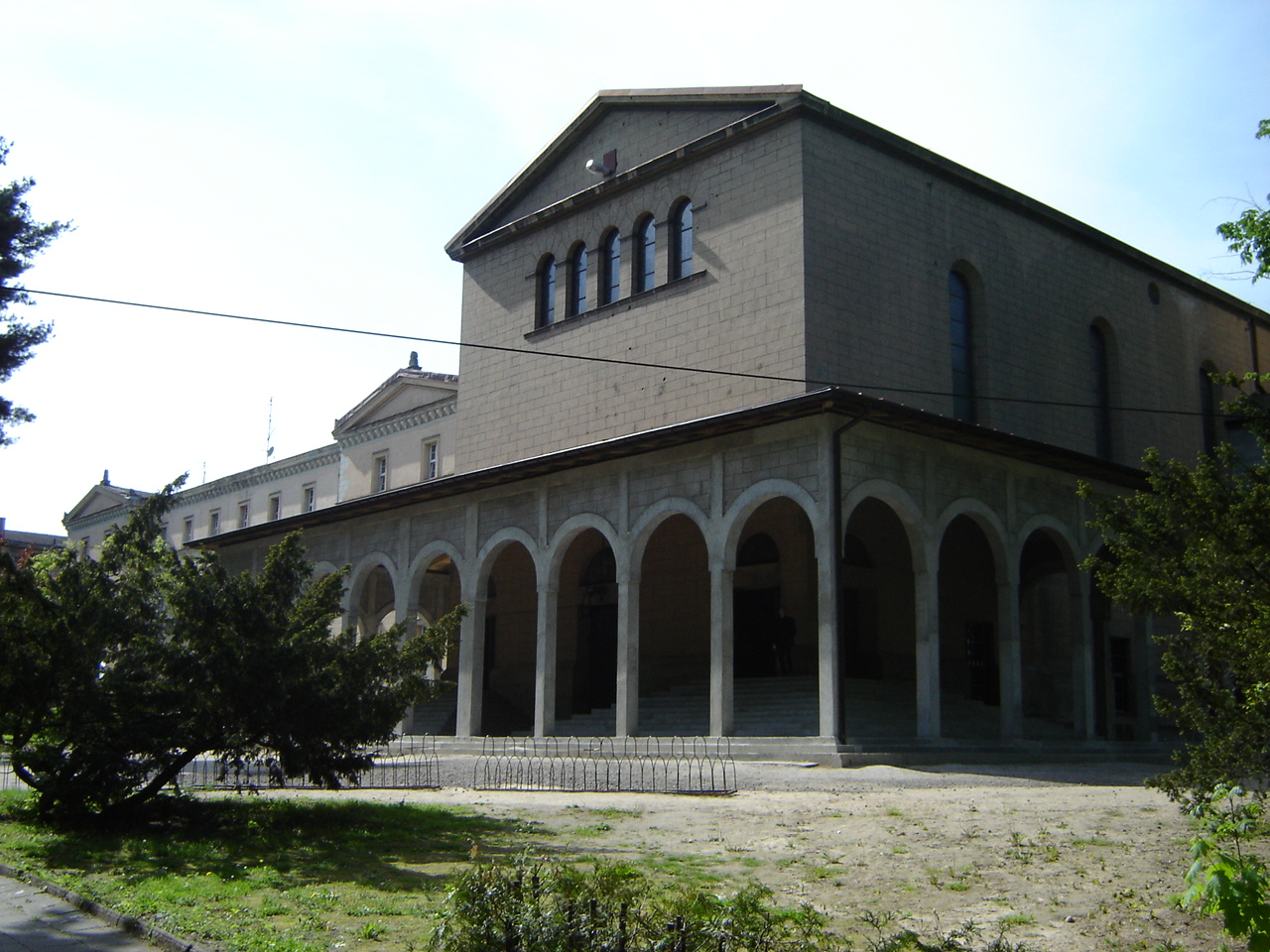
Костёл
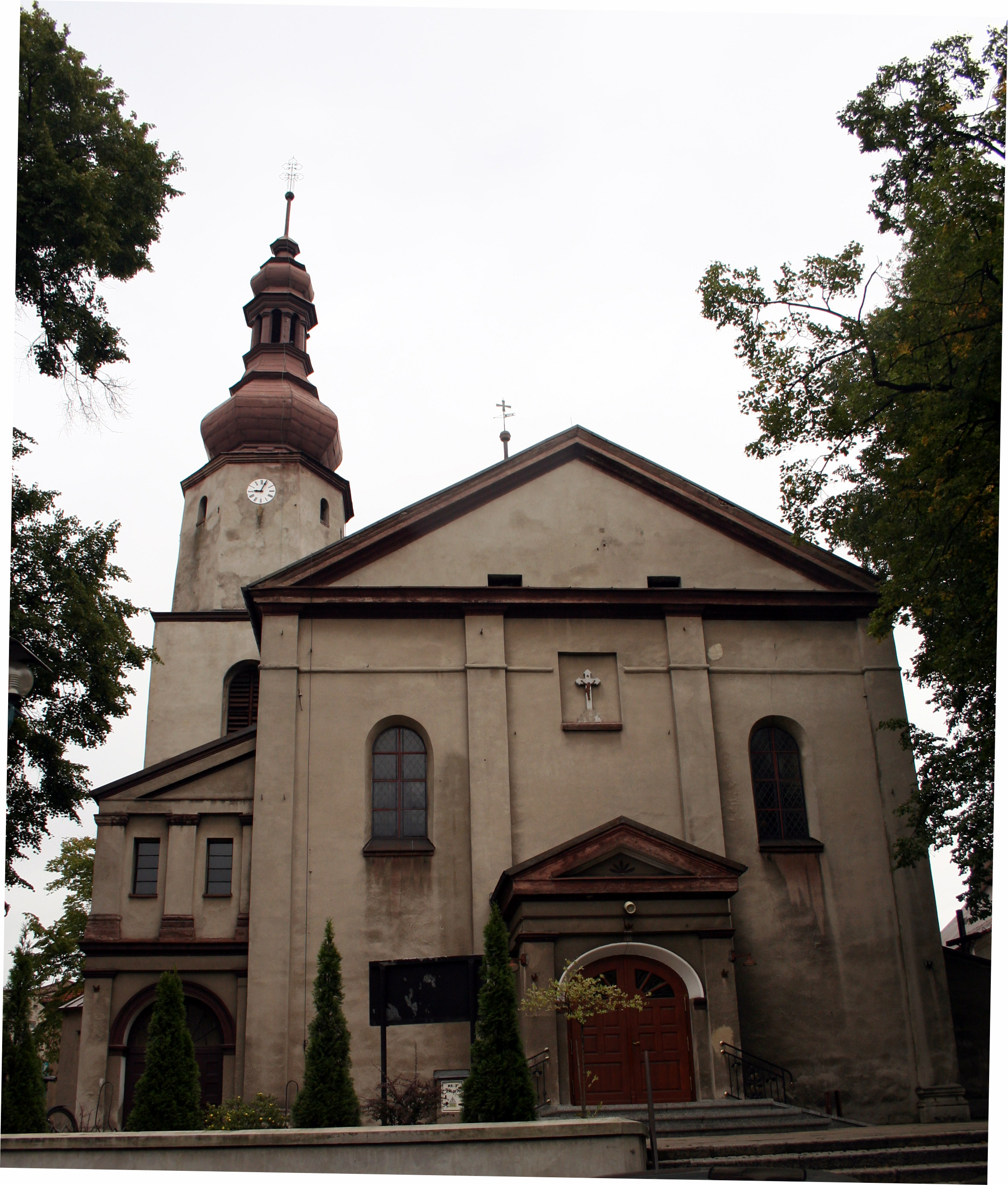
Костёл
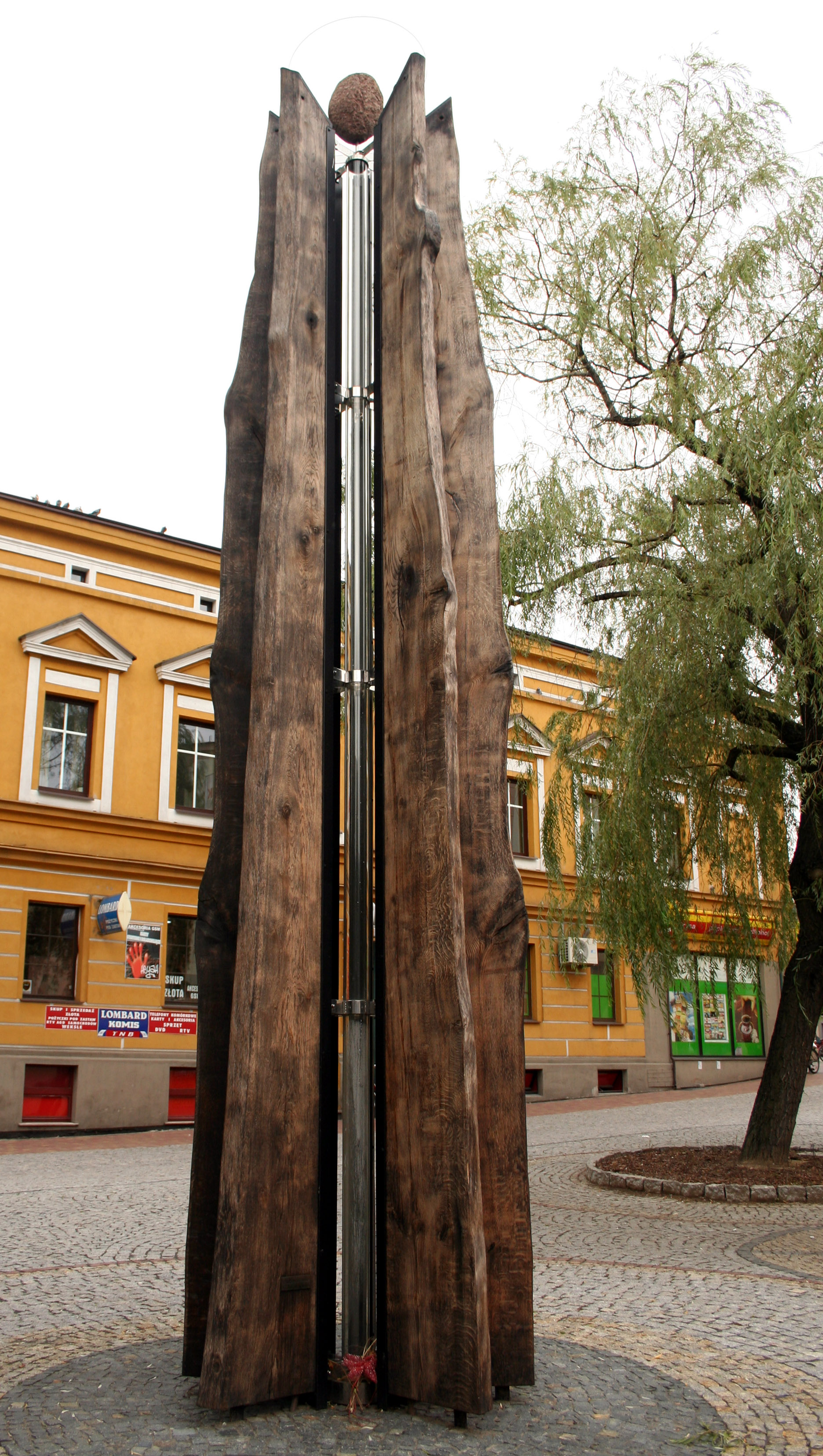
Памятник
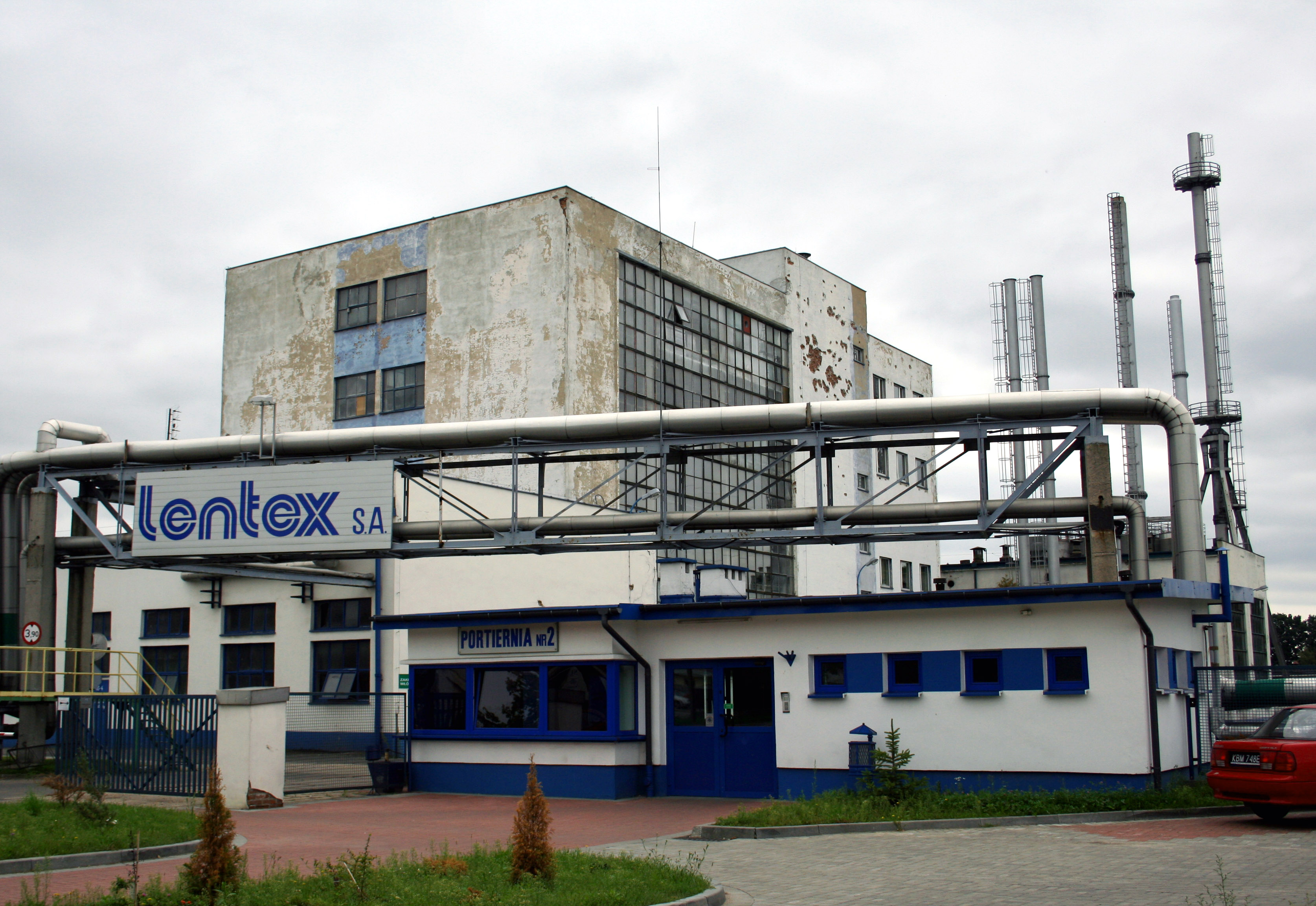
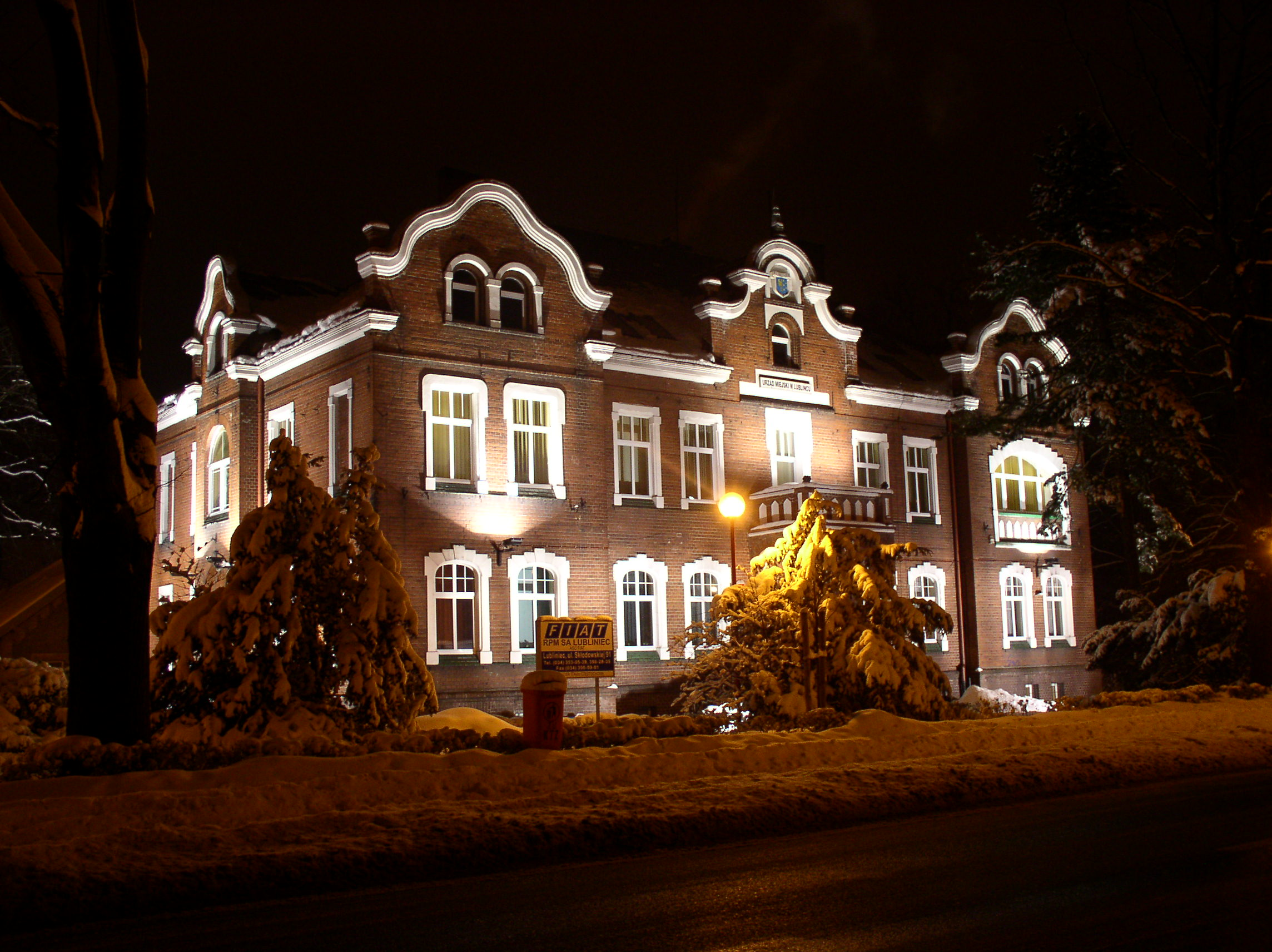
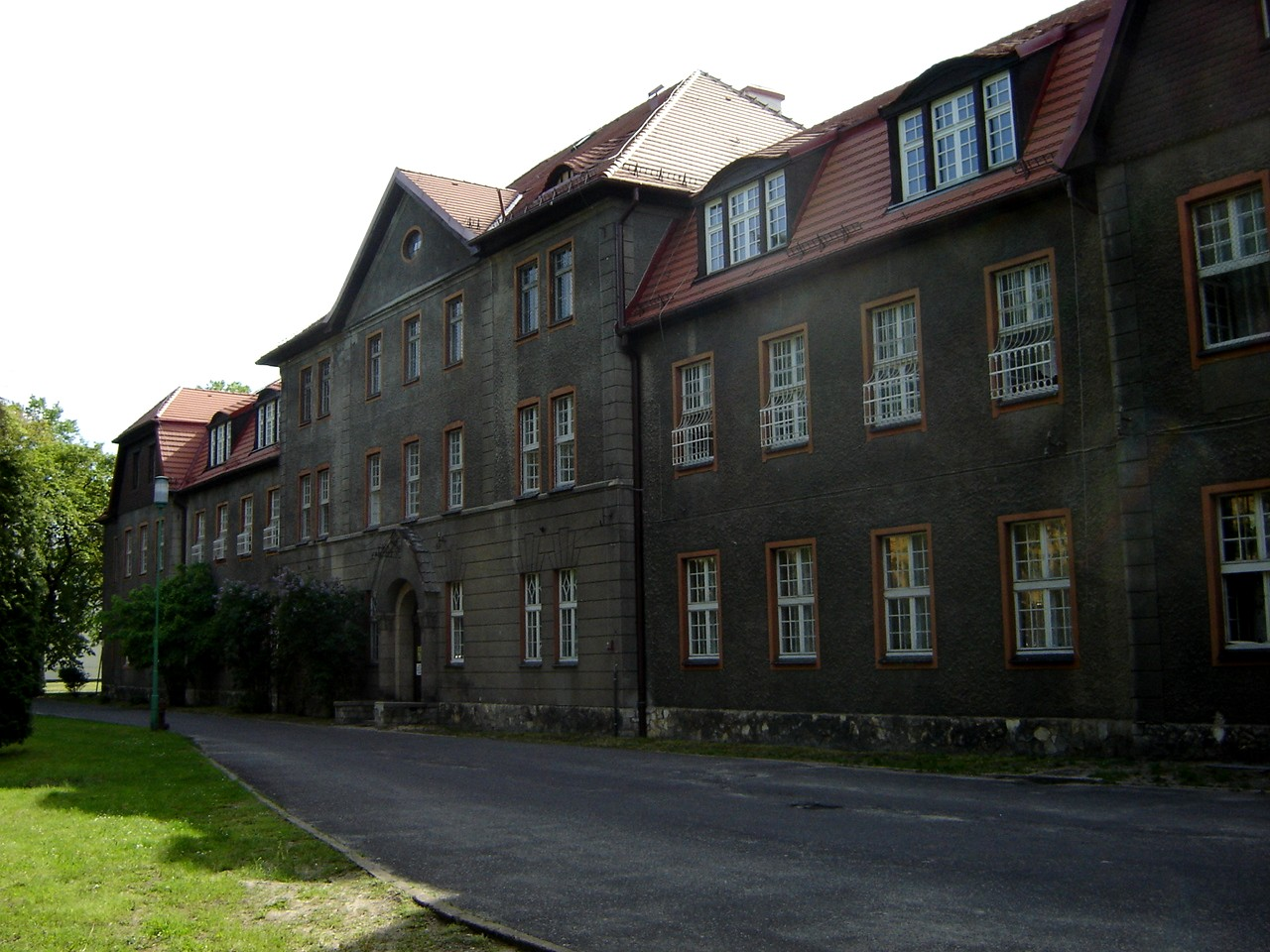
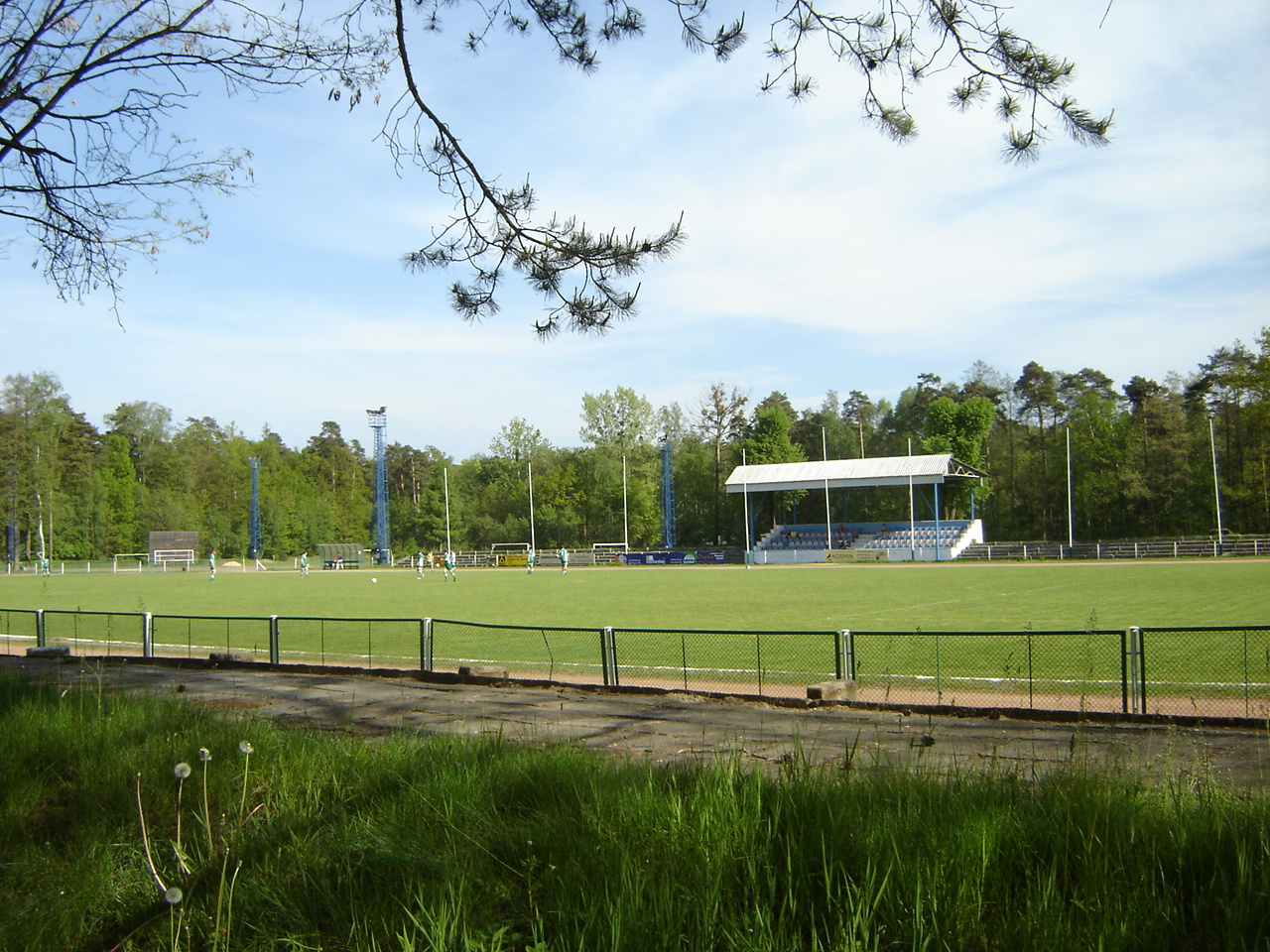